# كارلو ويستفال
كارلو ويستفال (بالألمانية: Carlo Westphal)‏ (و. 1985  م) هو راكب دراجة هوائية ألماني، ولد في فولميرشتيت.

## روابط خارجية
- كارلو ويستفال على موقع الاتحاد الدولي للدراجات (الإنجليزية)
- كارلو ويستفال على موقع أرشيف الدراجات (الإنجليزية)
- كارلو ويستفال على موقع إحصائيات الدراجات الإحترافية (الإنجليزية)
- كارلو ويستفال على موقع نسبة الدراجات (الإنجليزية)